# Chiesa di San Romano (Milano)
L'oratorio di San Romano era una piccola chiesa che sorgeva all'inizio del corso di Porta Orientale (oggi corso Venezia) a Milano, in posizione leggermente arretrata rispetto alla chiesa di San Babila tuttora esistente. Già citato nei libri liturgici dell'XI secolo e sicuramente esistente nell'anno 1280, l'oratorio era parte di un nucleo sacro originario costituito dall'oratorio di Santa Marta, da due cimiteri, una cappelletta dei morti, la chiesa di San Babile e, appunto, San Romano.

## Storia

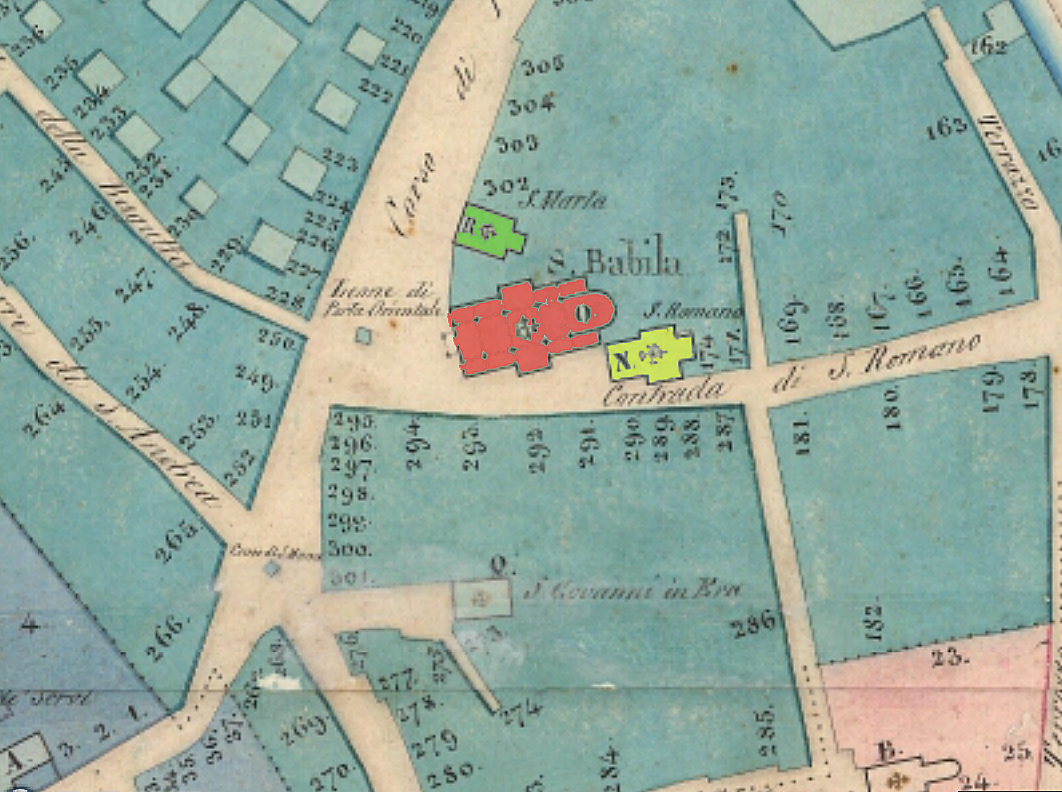
San Romano (in giallo) nel catasto teresiano del 1751

Le notizie storiche certe e più antiche riguardo alla forma della chiesa risalgono all'anno 1630, allorquando il celebre architetto milanese Giuseppe Barca, ingegnere e professore delle matematiche nella Palatina, mise mano all'oratorio trasformandolo secondo il nuovo linguaggio del classicismo barocco milanese. La chiesa venne quindi ridisegnata su ordine corinzio con pianta a croce latina a unica navata sostenuta tre archi sostenenti una vaga volta e pavimento in pietra e. Sull'altare maggiore era posta l'effigie di Nostra Signora Addolorata col suo figliolo morto ai piedi.
I lavori del 1630 tuttavia non apparivano ancora terminati nel 1683 e neppure nel Settecento allorché, nell'anno 1731, venne risistemato l'interno dell'oratorio e l'altare maggiore abbellito con marmi lisci a vari colori, interrotti da altri ornamenti messi ad oro. Sono proprio di quegli anni del Settecento le uniche testimonianze a noi giunte sull'aspetto esteriore dell'oratorio: la chiesa è infatti ben visibile nell'acquarello di G.B Riccardi del 1734, successivamente ripreso a stampa da altri artisti.
Passata dopo alterne vicende al Demanio, e diventata prima magazzino e poi studio del pittore Acquisti, la chiesa venne venduta a privati nell'anno 1810, trasformata in teatro meccanico e poi parzialmente demolita per lasciare posto al palazzo privato ancora esistente in Corso Monforte, 7 che tuttora ne conserva una parte dell'aspetto nell'ordine inferiore.